# أنا سوك فوج لوك
أنّا سوك - فوج لوك عالمة جهاز هضمى درست في هونغ كونغ و انتقلت إلى الولايات المتحدة الأمريكية عام 1992 . و هي أستاذ طب في جامعة ميشيغان بمدينة أن أربر بولاية ميشيغان كما أنها ساعدت منظمة الصحة العالمية و الجمعية الأمريكية لدراسة أمراض الكبد ووضع توجيهات للأطباء وتوصيات لعامة الناس فيما يخص من يجب أن يعامل وكيف يُدار العلاج للأشخاص المصابين بعدوى التهاب الكبد B .

## السيرة
أنّا سوك -فونج لوك حصلت على شهادة الطب من جامعة هونغ كونغ و بعد ذلك أكملت تدريبها في الكبد بمستشفى رويال فري بلندن ، المملكة المتحدة تحت إشراف شيلا شارلوك . عادت أنّا إلى جامعة هونغ كونغ و قامت بالتدريس فيها حتى انتقلت إلى جامعة تولين نيو أورليانز ، كرئيسة لأمراض الكبد في عام 1992 . و في عام 2005 ، غادرت لويزيانا و أصبحت أستاذ طب في جامعة ميشيغان بمدينة أن أربر .
بحثت أنّا تاريخ وعلاج التهاب الكبد B و C و كانت واحدة من أول من وضعت خطوط عريضة لمراحل مختلفة من عدوى الفيروس المزمن . و أيضا كانت أول باحث في أثار العلاج الكيميائى والعلاج المضاد للفيروس B ، باستخدام منح من المعهد القومى للصحة في بيثيسدا ولاية ماريلند ، و الإدارة الصحية للمحاربين القدامى في واشنطن العاصمة .. كان لأنّا دور أساسى في مساعدة منظمة الصحة العالمية و الجمعية الأمريكية لدراسات الكبد ووضع توجيهات للأطباء وتوصيات لعامة الناس فيما يخص من يجب أن يعامل وكيف يُدار العلاج للأشخاص بعدوى التهاب الكبد B . التوجيهات صممت خصيصا من أجل البلدان حيث لا يوجد توجيهات قومية أو حيث لا يوجد جمعيات إقليمية للكبد تُصدر بروتوكولات للعلاج والإجراءات الموصي بها .
تجارب أنّا العلاجية على التهاب الكبد C نُشرت في جريدة نيو إنجلند الطبية و هي مدير علاجى التهاب الكبد في دراسة لتجربة لقاح جديد لالتهاب الكبد B من كوبا التي هي واحدة من ثمانية دول مشتركة. حصلت أنّا على العديد من الجوائز خلال مسيرتها . في عام 2008 ، تم تكريمها بجائزة عالم مميز من مؤسسة التهاب الكبد B و عام 2011 حصلت على جائزة الخدمة المميزة من الجمعية الأمريكية العامة لدراسات أمراض الكبد . في 2012 ، أنضمت أنّا إلى رابطة الأطباء الأمريكية . و وفقا لقائمة موقع معرفة معهد المعلومات العلمية التي نشرتها طومسون رويترز ، كانت أنّا من أكثر الباحثين ذكرا منذ عام 2009 .